# George Bass
George Bass (30 de enero de 1771 - 1803) fue un cirujano de la Marina Real Británica y explorador de Australia. Nació en Aswarby, cerca de Sleaford (Lincolnshire). Estudió en Boston (Lincolnshire), donde obtuvo el título de medicina en 1789. En 1794 se unió a la Royal Navy como cirujano. Llegó a Sídney en el HMS Reliance en febrero de 1795 junto a Matthew Flinders. Ambos, en compaña de William Martin, exploraron Botany Bay, no lejos de Sídney y también el río Georges. En 1796 exploraron Port Hacking.
En 1797 Bass llegó al cabo Howe, el punto más lejano al que se había llegado en el sueste de Australia, y siguió hasta aproximadamente lo que hoy es Melbourne. En 1798 descubrió el estrecho situado entre Australia y Tasmania que, desde 1803, lleva su nombre (estrecho de Bass). Durante sus viajes, Bass recogió especies de plantas que envió a Joseph Banks y fue una de las primeras personas en describir el wombat. Bass también fue el primer blanco en llegar a la región de Kiama, de la que escribió numerosas notas sobre su complejidad botánica y su géiser marino.
En 1799 volvió a Inglaterra y regresó de nuevo a Sídney en 1801, desde donde en 1803 emprendió viaje a Tahití. No se volvió a saber más de él.